# محمد زاهدی اصل
محمد زاهدی اصل (متولد ۱۳۲۴/۱۲/۱۰ در روستای نیار اردبیل) مددکار اجتماعی اهل ایران است. مقاطع تحصیلی کارشناسی و کارشناسی ارشد را به ترتیب در رشته مددکاری اجتماعی و مدیریت امور فرهنگی در تهران گذراند و دکترای مدیریت اجتماعی را در سال ۱۳۶۷ در ترکیه اخذ کرد. وی یکی از مددکاران با تجربه‌ای است که اسلوب، دانش و تکنیک این حرفه را در کلاسهای درس آموزشگاه خدمات اجتماعی آموخته و پس از آن سالهای طولانی تلاش و تحقیق و تدریس و تألیف را پشت سر گذاشته‌است. در حال حاضر وی در دانشگاه علامه طباطبایی، دانشگاه شاهد و دانشگاه امام حسین به تدریس خدمات اجتماعی، مددکاری جامعه‌ای و … در مقاطع مختلف می‌پردازد.
محمد زاهدی اصل استاد تمام رشته مددکاری اجتماعی می‌باشد و دارای تألیفات متعدد در حوزه مددکاری اجتماعی و رفاه اجتماعی است. محمد زاهدی اصل پیش از این سالها مسئولیت انجمن مددکاران اجتماعی ایران را عهده‌دار بودند و درحال حاضر رئیس انجمن علمی رفاه اجتماعی می‌باشند.[۵]